# Jake Bornheimer
Jacob "Jake" Bornheimer (nacido el 29 de junio de 1927 en Nuevo Brunswick, Nueva Jersey y fallecido el 10 de julio de 1986) fue un jugador de baloncesto estadounidense que disputó dos  temporadas entre la BAA y la NBA. Con 1,91 metros de estatura, jugaba en la posición de alero.

## Trayectoria deportiva

### Universidad
Jugó durante su etapa universitaria con los Mules del Muhlenberg College, siendo uno de los dos únicos jugadores de Muhlenberg, junto a Harry Donovan, en llegar a jugar en la NBA.

### Profesional
En 1948 fichó por los Philadelphia Warriors de la BAA, con los que en su primera temporada únicamente disputó 15 partidos, en los que promedió 5,9 puntos. Al año siguiente, ya con la liga reconvertida en la NBA, jugó la temporada completa, promediando 4,2 puntos por partido.

#### Estadísticas en la BAA y la NBA

##### Temporada regular
| Temporada | Edad | Equipo                | Liga  | Pos. | P  | TIT | MIN | TC  | TCA | %TC  | 3P | 3PA | %3P | TL  | TLA | %TL  | R.OF. | R.DEF. | REB | ASIS | ROB | TAP | PER | FP  | PTS |
| 1948-49   | 21   | Philadelphia Warriors | BAA   |      | 15 |     |     | 2.3 | 7.3 | .312 |    |     |     | 1.3 | 1.9 | .690 |       |        |     | 0.9  |     |     |     | 3.1 | 5.9 |
| 1949-50   | 22   | Philadelphia Warriors | NBA   |      | 60 |     |     | 1.5 | 5.1 | .289 |    |     |     | 1.3 | 2.0 | .667 |       |        |     | 0.7  |     |     |     | 1.9 | 4.2 |
| Total     |      |                       | TOTAL |      | 75 |     |     | 1.6 | 5.5 | .295 |    |     |     | 1.3 | 1.9 | .671 |       |        |     | 0.7  |     |     |     | 2.1 | 4.6 |
|           |      |                       | NBA   |      | 60 |     |     | 1.5 | 5.1 | .289 |    |     |     | 1.3 | 2.0 | .667 |       |        |     | 0.7  |     |     |     | 1.9 | 4.2 |
|           |      |                       | BAA   |      | 15 |     |     | 2.3 | 7.3 | .312 |    |     |     | 1.3 | 1.9 | .690 |       |        |     | 0.9  |     |     |     | 3.1 | 5.9 |

##### Playoffs
| Temporada | Edad | Equipo                | Liga  | Pos. | P | TIT | MIN | TC  | TCA | %TC  | 3P | 3PA | %3P | TL  | TLA | %TL  | R.OF. | R.DEF. | REB | ASIS | ROB | TAP | PER | FP  | PTS  |
| 1948-49   | 21   | Philadelphia Warriors | BAA   |      | 2 |     |     | 3.5 | 8.5 | .412 |    |     |     | 3.0 | 4.5 | .667 |       |        |     | 1.0  |     |     |     | 5.5 | 10.0 |
| 1949-50   | 22   | Philadelphia Warriors | NBA   |      | 2 |     |     | 0.5 | 1.5 | .333 |    |     |     | 0.0 | 0.0 |      |       |        |     | 0.0  |     |     |     | 1.0 | 1.0  |
| Total     |      |                       | TOTAL |      | 4 |     |     | 2.0 | 5.0 | .400 |    |     |     | 1.5 | 2.3 | .667 |       |        |     | 0.5  |     |     |     | 3.3 | 5.5  |
|           |      |                       | NBA   |      | 2 |     |     | 0.5 | 1.5 | .333 |    |     |     | 0.0 | 0.0 |      |       |        |     | 0.0  |     |     |     | 1.0 | 1.0  |
|           |      |                       | BAA   |      | 2 |     |     | 3.5 | 8.5 | .412 |    |     |     | 3.0 | 4.5 | .667 |       |        |     | 1.0  |     |     |     | 5.5 | 10.0 |